# Eurycantha calcarata
Eurycantha calcarata är en insektsart som beskrevs av Lucas 1869. Eurycantha calcarata ingår i släktet Eurycantha och familjen Phasmatidae. Inga underarter finns listade i Catalogue of Life.